# Angostura
Angostura là một đô thị thuộc bang Sinaloa, México. Năm 2005, dân số của đô thị này là 42445 người.